# Tajnik
 Ovo je glavno značenje pojma Tajnik. Za otok kod Mljeta pogledajte Tajnik (otok).
Tajnik (ili sekretar) je vrsta dužnosnika, osoba koja vodi upravne (administrativne) poslove pravne osobe, npr. poduzeća, obrazovne ustanove, udruge (društva, kluba itd.)
Tajnik je i uposlenik koji vodi upravne poslove fizičke osobe, ili dužnosnika (u kojem slučaju se zove osobni tajnik ili partikularni sekretar)
U državnoj upravi tajnik odnosno podtajnik može biti naziv dužnosničkog ranga. 
U diplomaciji su prvi, drugi, odnosno treći tajnik funkcije po rangu iznad atašea a ispod savjetnika. 
U nekim državnim upravama (Njemačka, Slovenija, Hrvatska, Egipat itd.) državni tajnik je dužnosnik u rangu doministra, a u nekima u rangu ministra (u Italiji ministri s lisnicom ili portfeljem jesu državni tajnici; u drugoj Jugoslaviji postojali su 1953. – 1963. državni sekretari za vanjske poslove i narodnu obranu. Za ostale resore u saveznome izvršnom vijeću postojali su 1953. – 1991. savezni sekretari (od 1963. i za spomenuta dva resora), svi u rangu ministra. Isti rang i istu funkciju su u republikama imali republički sekretari, a u pokrajinama pokrajinski. Državni tajnik SAD je dobio kao sporednu dužnost i vanjske poslove, ali to je uskoro postao njegov glavni posao (ustavne dužnosti tajnika vlade su mu ostale, pa je predsjednik Nixon ostavku na tu dužnost predao 1974. državnom tajniku Kissingeru. U sklopu Svete Stolice kardinal državni tajnik vodi, u ime pape i po njegovu ovlaštenju, državne poslove koncentrirane u Državnom tajništvu, po preseansu prvoj kongregaciji (kardinalskom povjerenstvu), te je u vanjskim odnosima izjednačen s predsjednikom vlade. U nekim državama dužnost doministra pripada državnom podtajniku.
Glavni tajnik (generalni sekretar) je izvršni organ u nekim međunarodnim organizacijama (npr. u političkoj Organizaciji Ujedinjenih naroda ili OUN), odnosno izvršni vođa pojedinih političkih stranaka, dok se u drugima ta dužnost može zvati i politički tajnik (uz njih može postojati organizacijski tajnik, međunarodni tajnik itd.).